# Nedre sundet
Nedre sundet är en sjö i Norrköpings kommun i Östergötland och ingår i Motala ström-Söderköpingsåns kustområde.